# Gomphocarpus tomentosus
Gomphocarpus tomentosus är en oleanderväxtart. Gomphocarpus tomentosus ingår i släktet Gomphocarpus och familjen oleanderväxter.

## Underarter
Arten delas in i följande underarter:
- G. t. frederici
- G. t. tomentosus